# Meghnad Saha
Meghnad Saha (6. října 1893 – 16. února 1956, Dillí) byl indický astrofyzik narozený na území dnešního Bangladéše. Zkoumal především atmosféru hvězd a ionizaci plynů. Sahova rovnice určuje závislost stupně tepelné ionizace plynu na jeho tlaku a na teplotě rovnovážného stavu. V letech 1923-1938 byl profesorem univerzity v Allahabadu, poté přešel na univerzitu v Kalkatě, kde působil až do své smrti. Od roku 1927 byl členem Royal Society. Byl ateistou.